# Cam Paddock
Cam Paddock (* 22. März 1983 in North Vancouver, British Columbia) ist ein ehemaliger kanadischer Eishockeyspieler, der im Verlauf seiner aktiven Karriere zwischen 1999 und 2013 unter anderem 16 Spiele für die St. Louis Blues in der National Hockey League (NHL) auf der Position des Centers bestritten hat. Zudem absolvierte Paddock weitere 314 Partien in der American Hockey League (AHL) und stand in 61 Begegnungen für die Iserlohn Roosters und Augsburger Panther in der Deutschen Eishockey Liga (DEL) auf dem Eis.

## Karriere
Cam Paddock begann seine Karriere im Sommer 1999 bei den Kelowna Rockets in der Western Hockey League (WHL). Nach zwei unauffälligen Spielzeiten entwickelte er sich in der Saison 2001/02 gemeinsam mit Jesse Schultz zum wichtigsten Spieler der Rockets und wurde Topscorer seines Teams. Dadurch wurden die Pittsburgh Penguins aus der National Hockey League (NHL) auf ihn aufmerksam und zogen ihn im NHL Entry Draft 2002 in der fünften Runde an 137. Stelle. Im folgenden Jahr punktete Paddock ebenfalls konstant und trug mit elf Toren in den Playoffs zum Gewinn des President’s Cup bei. Die Saison 2003/04 wurde für den Kanadier und die Rockets ein großer Erfolg, als man erstmals den Memorial Cup gewinnen konnte.
Nach seiner erfolgreichen Juniorenzeit unterschrieb Paddock zur Saison 2004/05 seinen ersten Profivertrag bei den Pittsburgh Penguins, die ihn aber nur in den Farmteams einsetzten. Von 2004 bis 2006 pendelte er so zwischen den Wilkes-Barre/Scranton Penguins aus der American Hockey League (AHL) und den Wheeling Nailers aus der ECHL. Im Dezember 2006 unterschrieb Paddock einen Vertrag bei den San Antonio Rampage, bei denen er zwei Jahre blieb. In seiner ersten Saison spielte er auch für das Farmteam aus der ECHL, die Phoenix RoadRunners. Nachdem er in seiner Juniorenzeit offensiv ausgerichtet war, zeigte sich im Seniorenbereich vor allem seine Qualität als defensiver Stürmer, weshalb ihn zur Saison 2008/09 die St. Louis Blues aus der NHL verpflichteten. Nach einigen Spielen bei den Peoria Rivermen in der AHL beriefen die Blues Paddock im November 2008 ins NHL-Team, wo er gegen die Chicago Blackhawks sein Debüt in der Liga gab. Dabei gelang ihm bei seinem dritten Wechsel und 99 Sekunden Einsatzzeit im Spiel sein erstes NHL-Tor. Es folgten noch weitere 15 Spiele mit einem Tor und einem Assist, ehe er wieder in die AHL geschickt wurde. Das folgende Jahr verbrachte er komplett bei den Peoria Rivermen.
Zur Saison 2010/11 wechselte er nach Europa und unterschrieb einen Vertrag bei den Iserlohn Roosters aus der Deutschen Eishockey Liga (DEL). Im September 2011 wurde er mit einem Kontrakt für eine Spielzeit von den Los Angeles Kings verpflichtet, die ihn im Farmteam bei den Manchester Monarchs einsetzten. Im Januar 2012 erhielt der Kanadier einen Kontrakt bei den Augsburger Panther aus der DEL. Dort beendete er die Spielzeit und wechselte danach zu den Frederikshavn White Hawks in die dänische AL-Bank Ligaen. Nach dem Gewinn der Vizemeisterschaft beendete der 30-Jährige seine aktive Karriere.

## Erfolge und Auszeichnungen
- 2003 President’s-Cup-Gewinn mit den Kelowna Rockets
- 2004 Memorial-Cup-Gewinn mit den Kelowna Rockets
- 2012 AL-Bank-Ligaen-Spieler des Monats Dezember
- 2013 Dänischer Vizemeister mit den Frederikshavn White Hawks

### International
- 2000 Bronzemedaille bei der World U-17 Hockey Challenge

## Karrierestatistik

### International
Vertrat Kanada bei:
- World U-17 Hockey Challenge 2000

(Legende zur Spielerstatistik: Sp oder GP = absolvierte Spiele; T oder G = erzielte Tore; V oder A = erzielte Assists; Pkt oder Pts = erzielte Scorerpunkte; SM oder PIM = erhaltene Strafminuten; +/− = Plus/Minus-Bilanz; PP = erzielte Überzahltore; SH = erzielte Unterzahltore; GW = erzielte Siegtore; 1 Play-downs/Relegation; Kursiv: Statistik nicht vollständig)